# Glatter Engelhai
Der Glatte Engelhai (Squatina oculata) ist ein bodenbewohnender Hai, der im östlichen Atlantik im Küstenbereich Westafrikas sowie im Mittelmeer vorkommt.

## Aussehen und Merkmale
Der Glatte Engelhai erreicht eine maximale Körperlänge von bis zu 160 cm. Wie bei anderen Engelhaien ist der Rumpf stark abgeflacht mit sehr breiten Brustflossen, wodurch die Tiere in der Gestalt eher wie lange Rochen wirken. Die Brustflossen sind jedoch deutlich vom Rumpf abgesetzt, während sie bei den meisten Rochen ansatzlos in den Körper übergehen. Sie haben zwei Rückenflossen und besitzen keine Afterflosse. Der Körper hat eine grau-braune Rückenfarbe mit kleinen, runden weißen und schwarzen Flecken sowie einen deutlichen, weißen Nackenfleck. An den Basen und Spitzen der Brustflossen befinden sich symmetrische dunkle Flecken, ebenso am Schwanzansatz und am unteren Rand der Rückenflossen. Augenflecken mit weißer Umrandung können vorhanden sein. Die Außenränder der Rücken- und Schwanzflossen sind weiß, die der Brust- und Bauchflossen dunkel. Vergrößerte Dornen befinden sich im Schnauzenbereich und im Bereich der Augen, nicht jedoch auf dem Rücken.
Die Augen liegen auf der Kopfoberseite mit einer stark konkaven Fläche zwischen den Augen, das Maul ist endständig, die äußeren Nasenöffnungen sind mit kurzen Barteln versehen. Die Spritzlöcher sind groß. Die Anzahl der seitlich, unten liegenden Kiemenöffnungen beträgt fünf. Die Nasenklappen sind nur leicht gefranst oder glatt gerandet, die Barteln zweiästig oder gelappt.

## Verbreitung

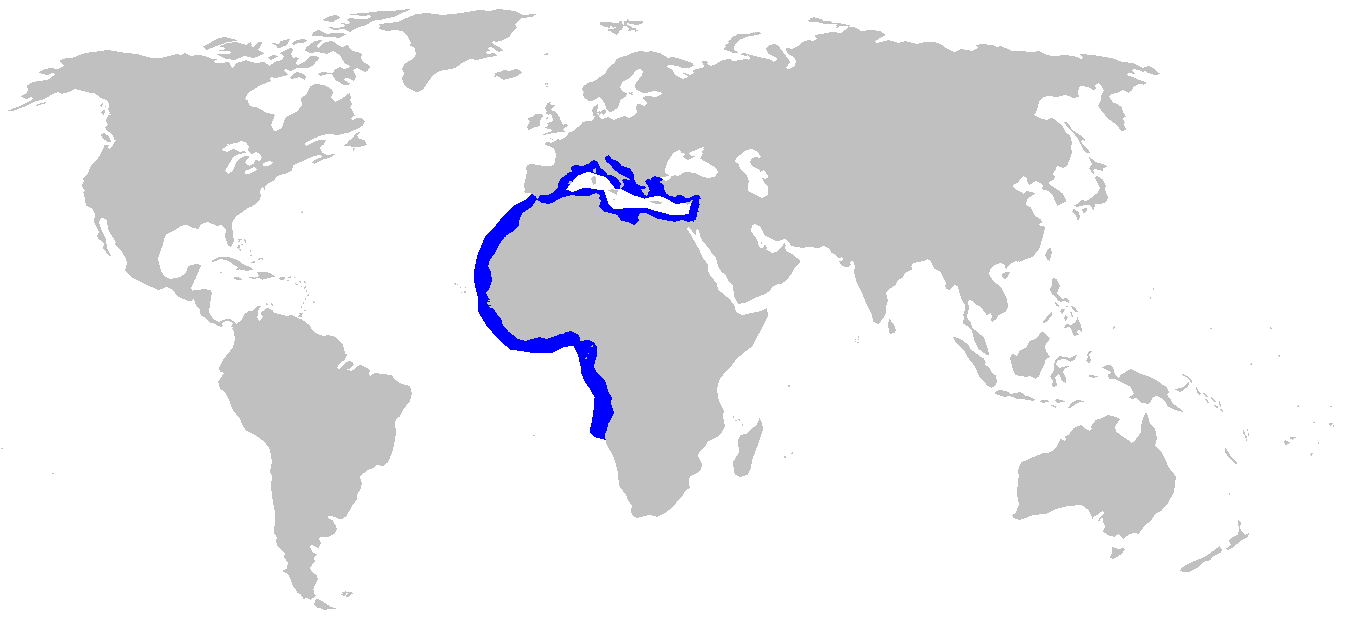
Verbreitung des Glatten Engelhais

Das Verbreitungsgebiet des Glatten Engelhais befindet sich im östlichen Atlantik im Küstenbereich Westafrikas sowie im Mittelmeer. Es reicht im Süden bis Namibia.
Er lebt im äußeren Randbereich des Kontinentalschelfs in Tiefen zwischen 20 und 500 Metern, wobei er vor allem oberhalb von 100 Metern lebt.

## Lebensweise
Über die Biologie dieses Hais liegen nur wenige Daten vor. Er ernährt er sich vor allem von kleinen Haien und Knochenfischen, Kopffüßern und Krebsen. Wie alle Engelhaie ist er ovovivipar – die Eier werden im Muttertier ausgebrütet, bevor die Jungtiere lebend geboren werden. Die Jungtiere haben eine Geburtslänge von 24 bis 27 Zentimetern.

## Beziehung zum Menschen und Gefährdung
Die International Union for Conservation of Nature (IUCN) stuft diesen Hai als vom Aussterben bedroht („Critically Endangered“) ein, während er bei der letzten Einschätzung 2006 noch als stark gefährdet („Endangered“) betrachtet wurde.
Wie der im gleichen Lebensraum vorkommende Sägerücken-Engelhai (Squatina aculeata) war diese Art ehemals sehr häufig. Sie ist vor allem gefährdet durch die intensive Befischung der Küstengebiete und Kontinentalschelfe durch Boden- und Treibnetze und Bodenleinen, die den größten Teil seines Verbreitungsgebiets vor der afrikanischen Küste betrifft. Die Haie werden als Beifang gefangen, wodurch der Bestand in den letzten 50 Jahren dramatisch eingebrochen ist; die Art ist dadurch offenbar in großen Gebieten des nördlichen Mittelmeers und der afrikanischen Küstengewässer verschwunden. Gemeinsam mit den beiden verwandten Arten Squatina aculeata und Squatina squatina wurde von den portugiesischen Fischereibehörden im Bereich vor Marokko und Mauretanien ein Rückgang von 95 % von 1990 bis 1998 verzeichnet. Der Fischereidruck ist entsprechend sehr groß und wird sich in Zukunft wahrscheinlich noch verstärken.

## Belege
1. 1 2  Squatina oculata in der Roten Liste gefährdeter Arten der IUCN 2010. Eingestellt von: Morey, G., Serena, F., Mancusi, C., Coelho, R., Seisay, M., Litvinov, F. & Dulvy, N. (IUCN SSG Mediterranean Workshop, San Marino, 2003), 2007. Abgerufen am 17. Dezember 2010.